# 존 디 랜시
존 더랜시(영어: John de Lancie, 1948년 3월 20일 ~ )는 미국의 배우이다. 아버지 존 더랜시 시니어는 필라델피아 관현악단 소속 오보에 연주자였다.

## 출연 작품
- 비전스 (2015)
- 좀비 햄릿 (2012)
- 리크리에이터 (2011)
- 당신 (2009, You)
- 아드레날린 24 2 (2009)
- 게이머 (2009)
- 쿼러티 타임 (2008)
- 패솔로지 (2007)
- 연을 쫓는 아이 (2007)
- 레인 오버 미 (2007)
- 다크 라이트 (2004)
- 더 빅 타임 (2002)
- 더 캐치 (2001)
- 굿 어드바이스 (2001)
- 맛을 보여드립니다 (2000)
- 파이널 런 (1999)
- 유 럭키 독 (1998)
- 잃어버린 세계 (1998)
- 젠 13 - 게놈 프로젝트 (1998)
- 달의 첫 인간 (1997)
- 파이널 디센트 (1997)
- 레이븐 호크 (1996)
- 멀티플리시티 (1996)
- 죽음의 컴퓨터 (1995)
- 심야의 도망자 (1994)
- 아케이드 (1993)
- 공포 탈출 (1993)
- 요람을 흔드는 손 (1992)
- 유산의 비밀 (1991)
- 수첩 속의 행운 (1991)
- 피셔 킹 (1991)
- 뱃 인플루언스 (1990)
- 구두를 든 첩보원 (1989)
- 텍사스의 풍운아 (1986)
- 러빙 커플스 (1980)
- 블랙 뷰티 (1978)
- 작은 아씨들(영어판) (1978)

### 텔레비전
- 6백만 달러의 사나이 (1977-78)
- 119 구조대 (1978-79)
- 우리 생애 나날들 (1982-86, 1989-90)
- 가시나무새 (1983)
- 스타 트렉: 더 넥스트 제너레이션 (1987–1994) - Q 역
  - 스타 트렉: 딥 스페이스 나인 (1993)
  - 스타 트렉: 보이저 (1996–2001)
  - 스타트렉: 로워덱스 (2020) - 애니메이션
  - 스타트렉: 피카드 (2022-23)
- Fired Up (1997-98)
- 웨스트 윙 (2000)
- 안드로메다 (2001-02)
- 그릭 (2009)
- 브레이킹 배드 (2009-10)